# Nathan Phillips (Politiker)

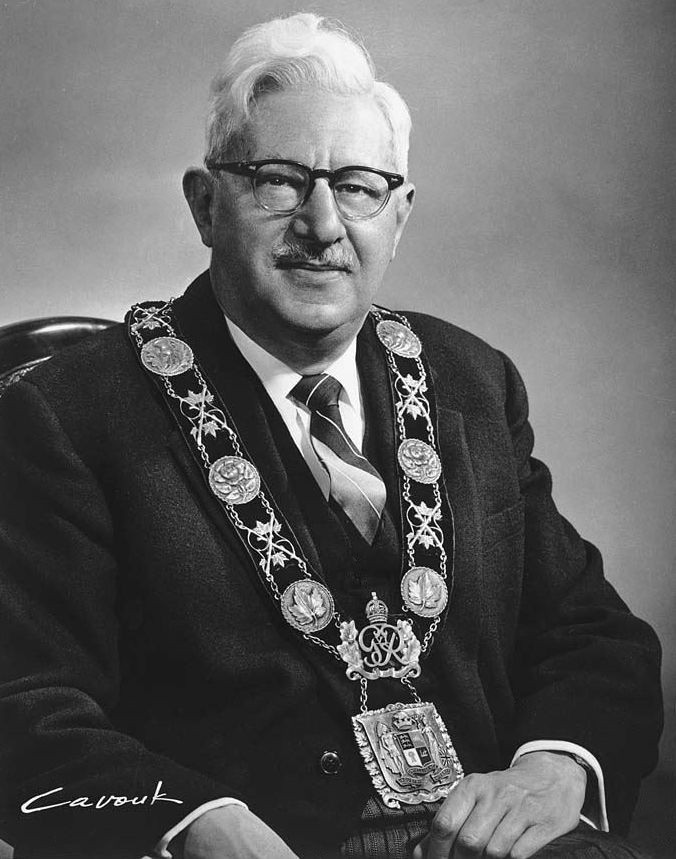
Nathan Phillips

Nathan Phillips (* 7. November 1892 in Brockville, Ontario; † 7. Januar 1976 in Toronto) war kanadischer Politiker und 52. Bürgermeister von Toronto. 
Phillips studierte Jura und machte 1913 an der Osgoode Hall Law School seinen Abschluss. Er praktizierte daraufhin in Toronto und wurde 1929 zum Kronanwalt ernannt. 1917 heiratete er Esther Lyons, mit der er drei Kinder hatte. Er wurde 1949 in den Stadtrat von Toronto gewählt und blieb bis 1956 dessen Mitglied. Er war Mitglied der Konservativen Partei Kanadas, obwohl er in der Gründung der Jugendorganisation der Progressive Conservative Party of Ontario beteiligt war. In den Jahren 1937 und 1948 stellte er sich erfolglos der Wahl zum Provinzparlament. Philips löste 1955 Leslie Howard Saunders als Bürgermeister ab, der mit sektiererischen Bemerkungen über die Schlacht am Boyne in die Kritik geriet. Sein Sieg wird als Wendepunkt der Geschichte Torontos hin zu einer multikulturellen Metropole angesehen. Er war in der Bevölkerung sehr angesehen und galt als „Bürgermeister aller Bewohner“. Während seiner Amtszeit wurde der avantgardistische Neubau der City Hall betrieben. Ihm zu Ehren ist der Platz vor dem Neuen Rathaus Nathan Phillips Square benannt worden. Im Jahr 2005 wurde erwogen, die Namensrechte für diesen Platz zu verkaufen, was bei einem großen Teil der Bevölkerung Torontos auf Ablehnung stieß, so dass der Vorschlag verworfen werden musste.